# Fibre Channel over IP
| Anwendung  | FCIP            | FCIP            | FCIP            | FCIP            | FCIP            |
| Transport  | TCP             | TCP             | TCP             | TCP             | TCP             |
| Internet   | IP (IPv4, IPv6) | IP (IPv4, IPv6) | IP (IPv4, IPv6) | IP (IPv4, IPv6) | IP (IPv4, IPv6) |
| Netzzugang | Ethernet        | Token Bus       | Token Ring      | FDDI            | …               |

Fibre Channel over IP (FCIP) ist ein Transportprotokoll, welches Fibre-Channel-Pakete in TCP einpackt um sie über standardmäßige TCP/IP-Netzwerke zu transportieren. FCIP ist als offener Standard in RFC 3821 beschrieben und wird von verschiedenen Herstellern unterstützt. Mittels FCIP kann man zum Beispiel die vorhandene Ethernet-Infrastruktur zur Übermittlung der Fibre Channel-Daten verwenden.
Fibre Channel findet vor allem bei Speichernetzwerken Verwendung und zeichnet sich durch linksorientierte Flusskontrolle und Verlustfreiheit aus. Diese beiden Charakteristika (Flusskontrolle und Verlustfreiheit) werden in der Regel über Hardwareimplementierungen sichergestellt. Bei der Tunnelung von Fibre Channel über IP-Netzwerke müssen diese Charakteristika ebenfalls erhalten bleiben. Es ist nicht möglich, FC direkt in IP zu verpacken, da IP keinerlei Flusskontrolle oder Verlustfreiheit garantiert. Daher kann FC nur über TCP getunnelt werden.
FCIP ist nicht sehr gebräuchlich. In den letzten Jahren wird vermehrt Fibre Channel over Ethernet (FCoE) eingesetzt, wobei auch hier keine einfachen Ethernetswitche zum Einsatz kommen, sondern solche, die (Flusskontrolle und Verlustfreiheit) abbilden können.